# Мизо (народ)

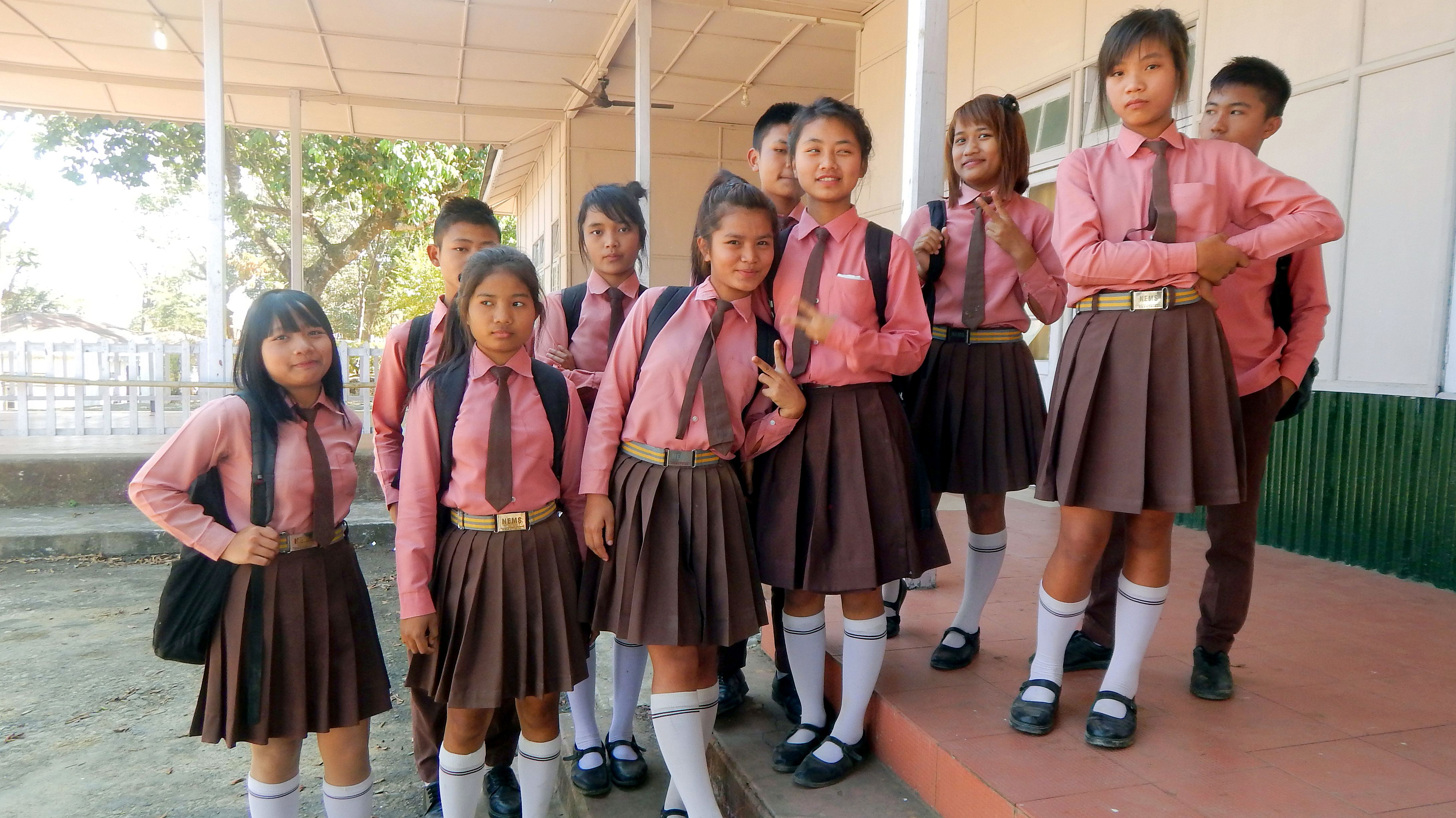
Школьники из народности Мизо в Гнахиале, 2015 год

Мизо — чинский народ в Северо-Восточной Индии, а также прилегающих районах Мьянмы и Бангладеш. В Индии главным образом сконцентрированы в штате Мизорам. Численность этноса составляет около 1 млн человек. Состоит из ряда этнических подгрупп, имеющих свои собственные диалекты.
Большинство мизо исповедуют христианство (главным образом пресвитерианство, также — баптизм, католицизм, церковь адвентистов седьмого дня и др.). Язык мизо относится к тибето-бирманской семье, в качестве письменности используется латиница. Также говорят на чинском языке. Уровень грамотности составляет более 90 %, что является довольно высоким показателем для Индии.
Отдельные представители мизо заявили, что они являются потомками колена Манассиева, и стали практиковать иудаизм. Они называют себя Бней-Менаше и часть их переселилась в Израиль.